# Corynomalus subcordatus
Corynomalus subcordatus es una especie de coleóptero de la familia Endomychidae.

## Distribución geográfica
Habita en Brasil.